# Bee Wilson

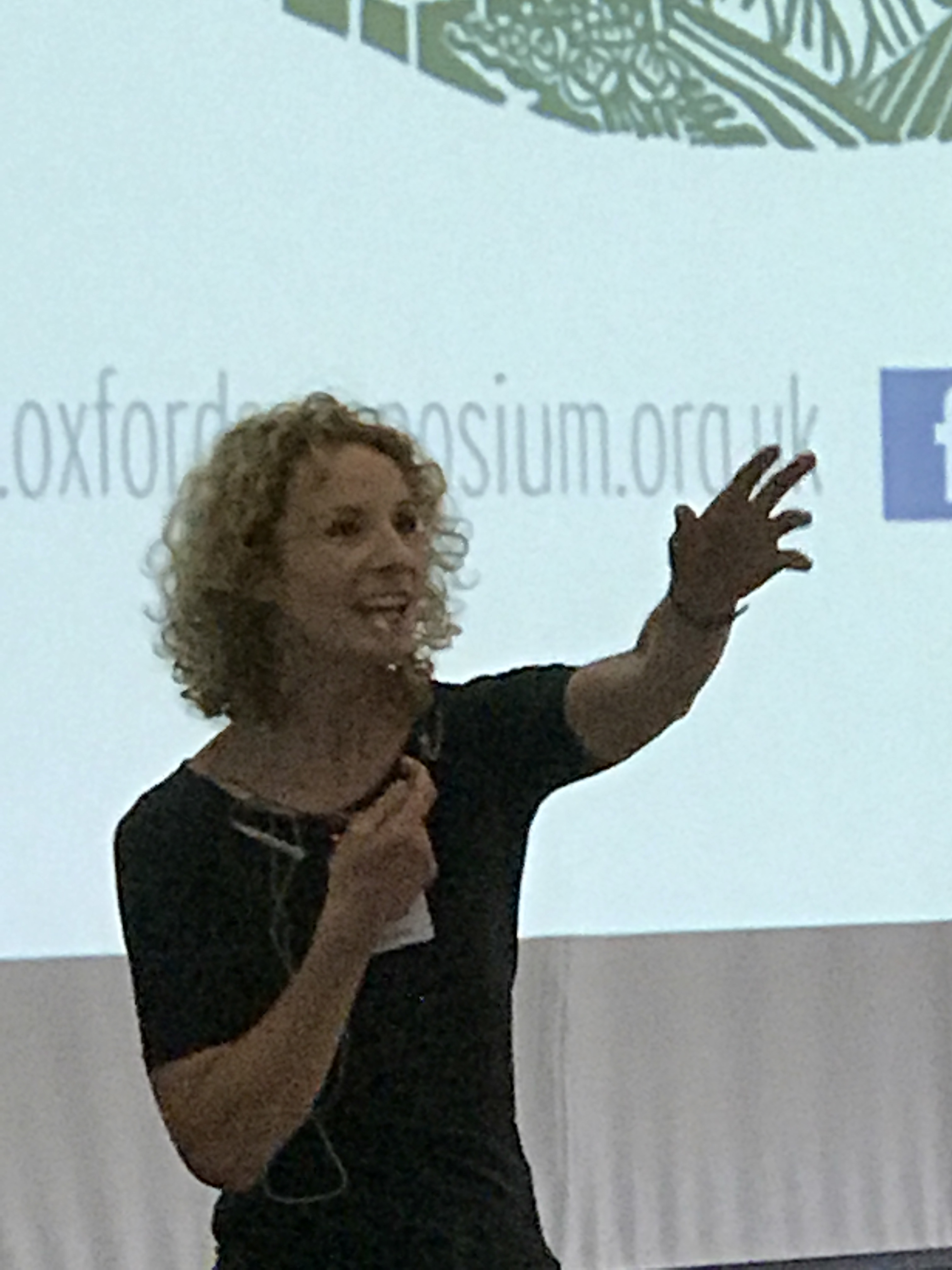
Bee Wilson (2017)

Beatrice Dorothy „Bee“ Wilson (* 7. März 1974 in Oxford, England) ist eine britische Kulturhistorikerin, die als Journalistin und Autorin arbeitet und über Lebensmittel und unser Verhältnis zu ihnen schreibt. Sie wurde für ihre Leistungen mehrfach mit Preisen ausgezeichnet.

## Leben
Wilson ist eine Tochter der Literaturwissenschaftlerin und Shakespearekennerin Katherine Duncan-Jones und des Journalisten und Schriftstellers Andrew Norman Wilson. Die Altphilologin Emily Wilson (* 1971) ist ihre ältere Schwester.
Sie wurde am Trinity College (Cambridge) promoviert mit einer Arbeit zum Frühsozialismus. Nach ihrem Studium arbeitete sie als Post-Doktorandin im Fach Ideengeschichte am St John’s College (Cambridge). Mit einem Thornton Award-Stipendium besuchte sie die University of Pennsylvania in Philadelphia, Pennsylvania, USA.
Seit 1998 arbeitete Wilson fünf Jahre lang als Lebensmittelkritikerin für die britische Zeitschrift New Statesman. Seit 2003 ist sie unter anderem für die Beilage Stella der englischen Sonntagszeitung The Sunday Telegraph mit dem Titel The Kitchen Thinker tätig. Für diese Kolumne wurde sie dreimal als beste Journalistin auf dem Gebiet der Lebensmittel ausgezeichnet. Sie schreibt regelmäßig Buchkritiken für The Sunday Times (Vereinigtes Königreich) und The Times Literary Supplement. Für The London Review of Books schreibt sie ebenfalls, hauptsächlich Filmkritiken.
2008 schrieb Wilson einen großen grundsätzlichen Artikel über das Ende der Lebensmittel für The New Yorker. Seit 2004 wurden drei ihrer Bücher über Lebensmittel und Ernährung veröffentlicht, das letzte über Koch- und Esswerkzeuge erschien 2014 auch in deutscher Sprache beim Insel-Verlag in Berlin.
Wilson ist mit dem Politikwissenschaftler David Runciman verheiratet und lebt in Cambridge in England.

## Veröffentlichungen
- noch als B.D. Wilson: Charles Fourier and the Question of Women. University of Cambridge, Faculty of History, Cambridge, England 2002.
- The Hive: The Story of the Honeybee and Us. John Murray, London 2004, ISBN 0-7195-6598-7.
- From Poison and Sweets to Counterfeit Coffee. The Dark History of Food Fraud. Princeton University Press, Princeton, New Jersey, USA 2008, ISBN 978-0-691-13820-6.
- Sandwich: A Global History. Reaktion Books, 2010.
- Consider the Fork: A History of How we Cook and Eat. Illustrated by Anabel Lee. Basic Books, New York City, USA 2012, ISBN 978-0-465-02176-5. Als E-Book: ISBN 978-0-465-03332-4.
  - deutsch von Laura Su Bischoff: Am Beispiel der Gabel. Eine Geschichte der Koch- und Esswerkzeuge. Insel Verlag, Berlin 2014, ISBN 978-3-458-17619-0.
- First Bite: How We Learn to Eat. Basic Books (US) und Fourth Estate (UK).